# فرایتال
شهر فرایتالدر ایالت زاکسن در کشور آلمان واقع شده‌است.